# Kostel svatého Mikuláše (Šitboř)
Kostel svatého Mikuláše ve vsi Šitboř na Domažlicku patří mezi nejstarší kulturní památky v Plzeňském kraji. Ještě v roce 2015 se nacházel ve zdevastovaném stavu. Byl bez oken a dveří, střecha lodi se propadla koncem 70. let 20. století, báň věže pak byla kvůli bezpečnosti snesena. Kostel, který patří městu Poběžovice, je od roku 1964 chráněn jako kulturní památka.

## Historie
Za zaklatele kostela je pokládán pivoňský klášter. Písemně je doložen až roku 1359, archeologové však soudí, že může pocházet již z poloviny 13. století. V takovém případě by šlo o jednu z prvních raně gotických staveb v západních Čechách.
Ve 14. století byl kostel přestavěn a jeho loď byla protažena. Na začátku 18. století získal věž zakončenou cibulovou bání s lucernou, podobnou jako kostel v Pivoni. Věž, která byla vztyčena nad sakristií, netradičně přiléhá k jižnímu boku presbytáře.
Po druhé světové válce přestal kostel být udržován. Ještě tehdy měl jen šindelovou střechu, což výrazně urychlilo její devastaci. V roce 1979 se krov lodi zřítil, kvůli bezpečnosti byla snesena věžní báň. Kostel byl odsouzen k odstřelu, ale než se tak stalo, přišel listopad 1989.
V letech 1994–1995 bylo zabezpečeno zdivo lodi, byl snesen poškozený krov věže a postaven nový krov presbytáře. Ten však byl po pouhých 20 letech v tak špatném stavu, že musel být v roce 2015 nahrazen novým.
Od roku 2015 se spolek Mikuláš ze Šitboře snaží o opravu cenné památky. Byl nově zastřešen presbytář, včetně nového krovu, zpevněna koruna věže a osazeno nové cibulové zastřešení s měděným oplechováním. Byla opravena fasáda věže kostela a instalovány sluneční hodiny s přesným místním časem. Byly zahájeny práce na zpevnění a dozdění obvodových zdí lodi, na které bude instalován nový krov a celá loď bude zastřešena.

## Fotogalerie

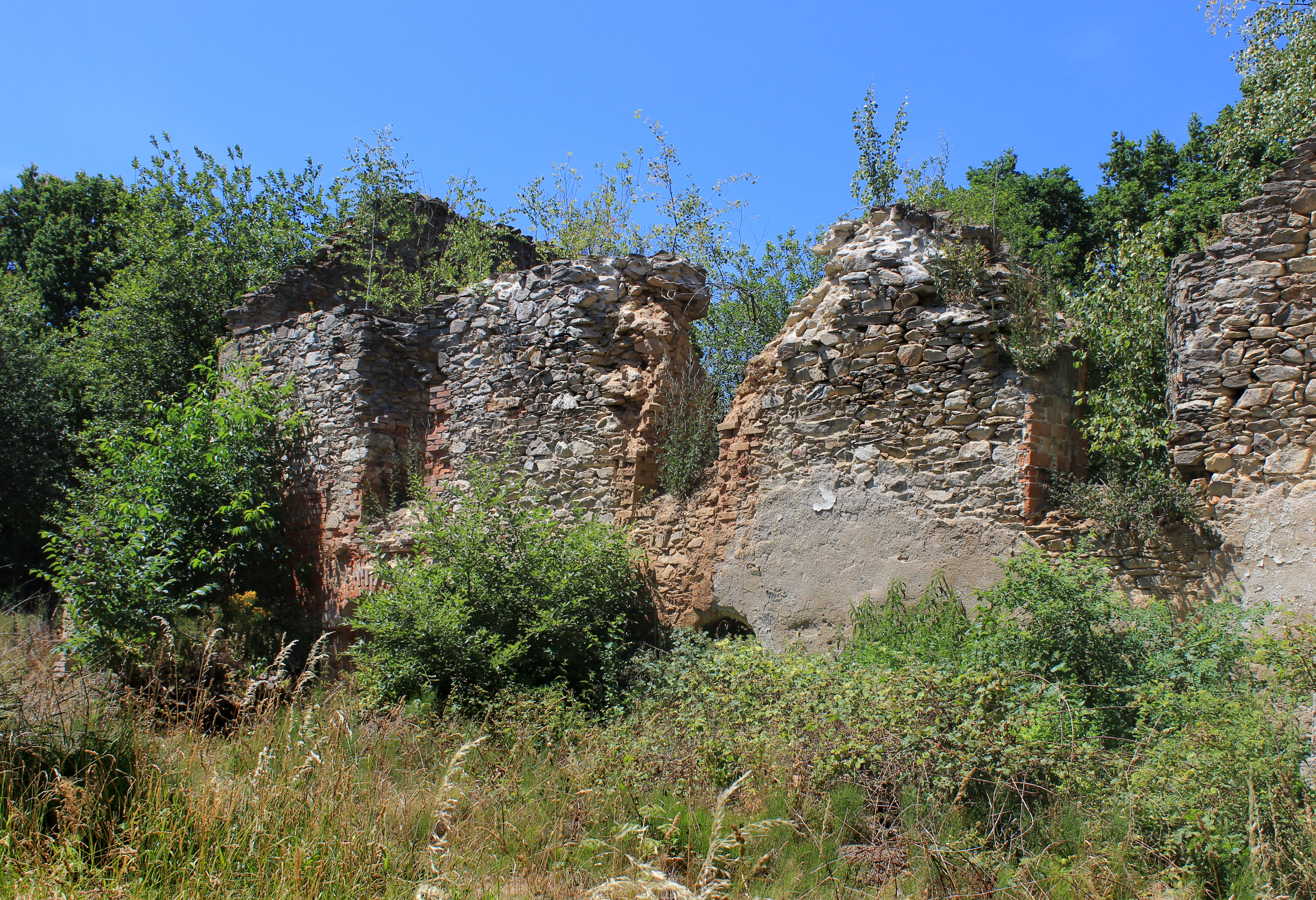
2015
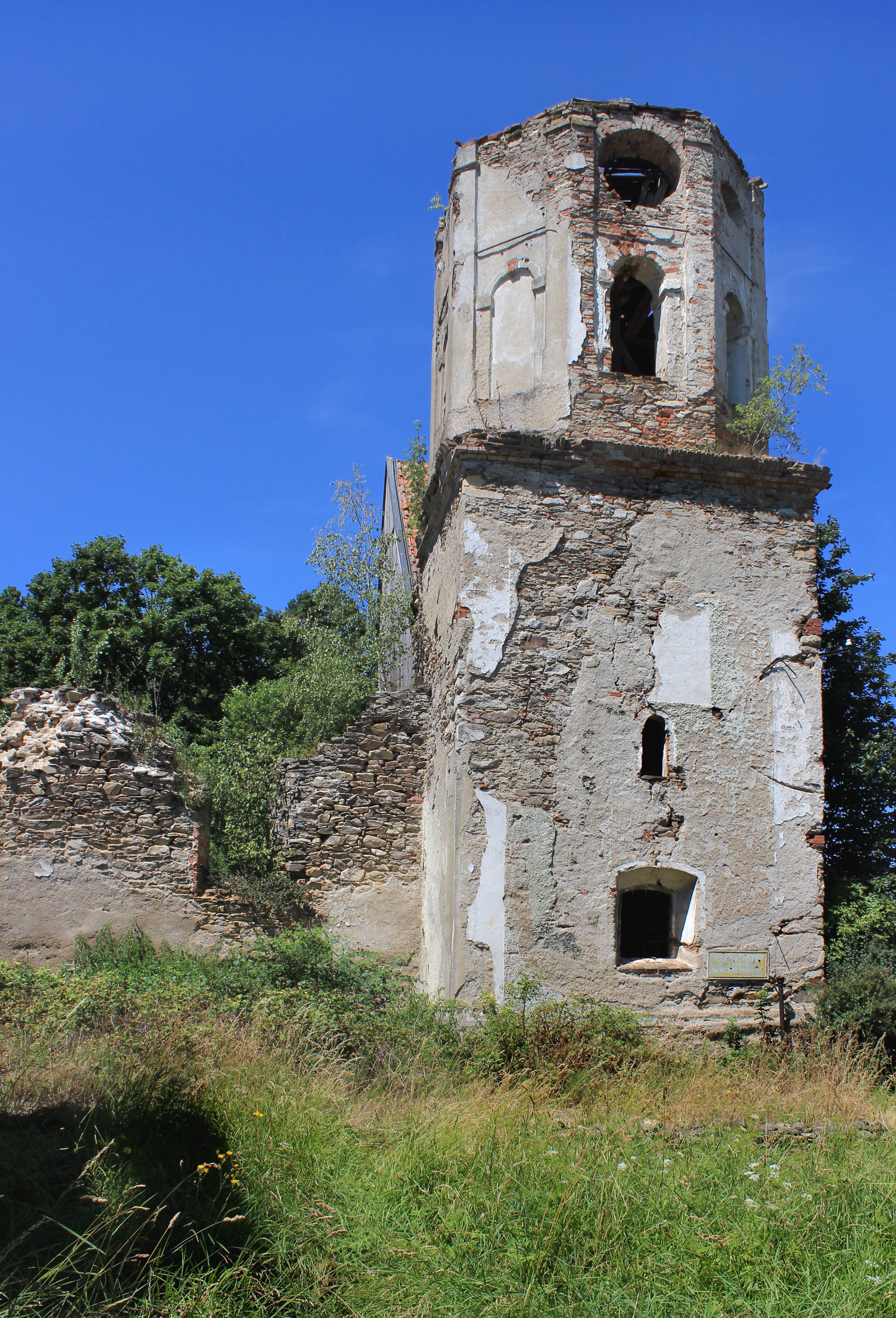
2015
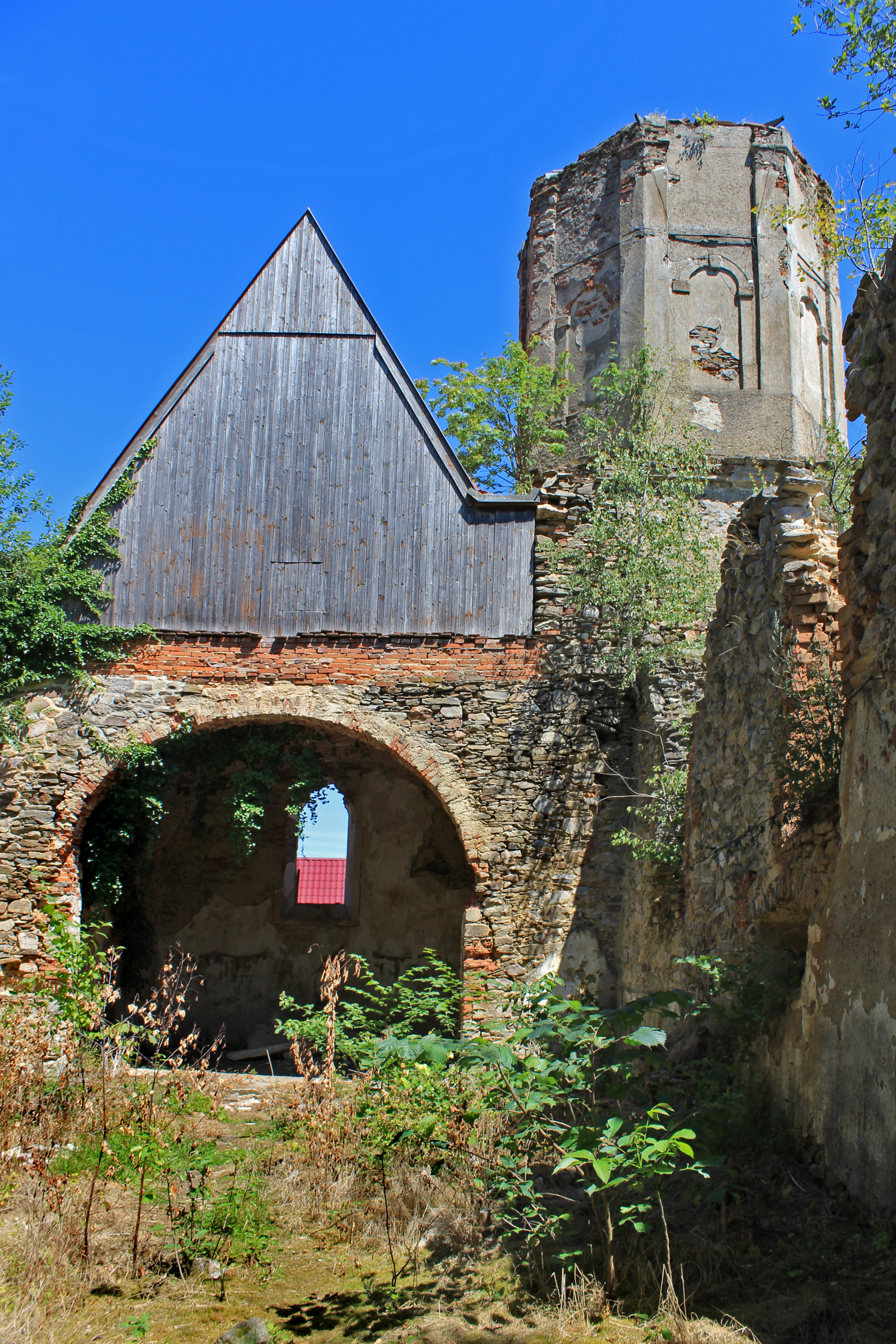
2015
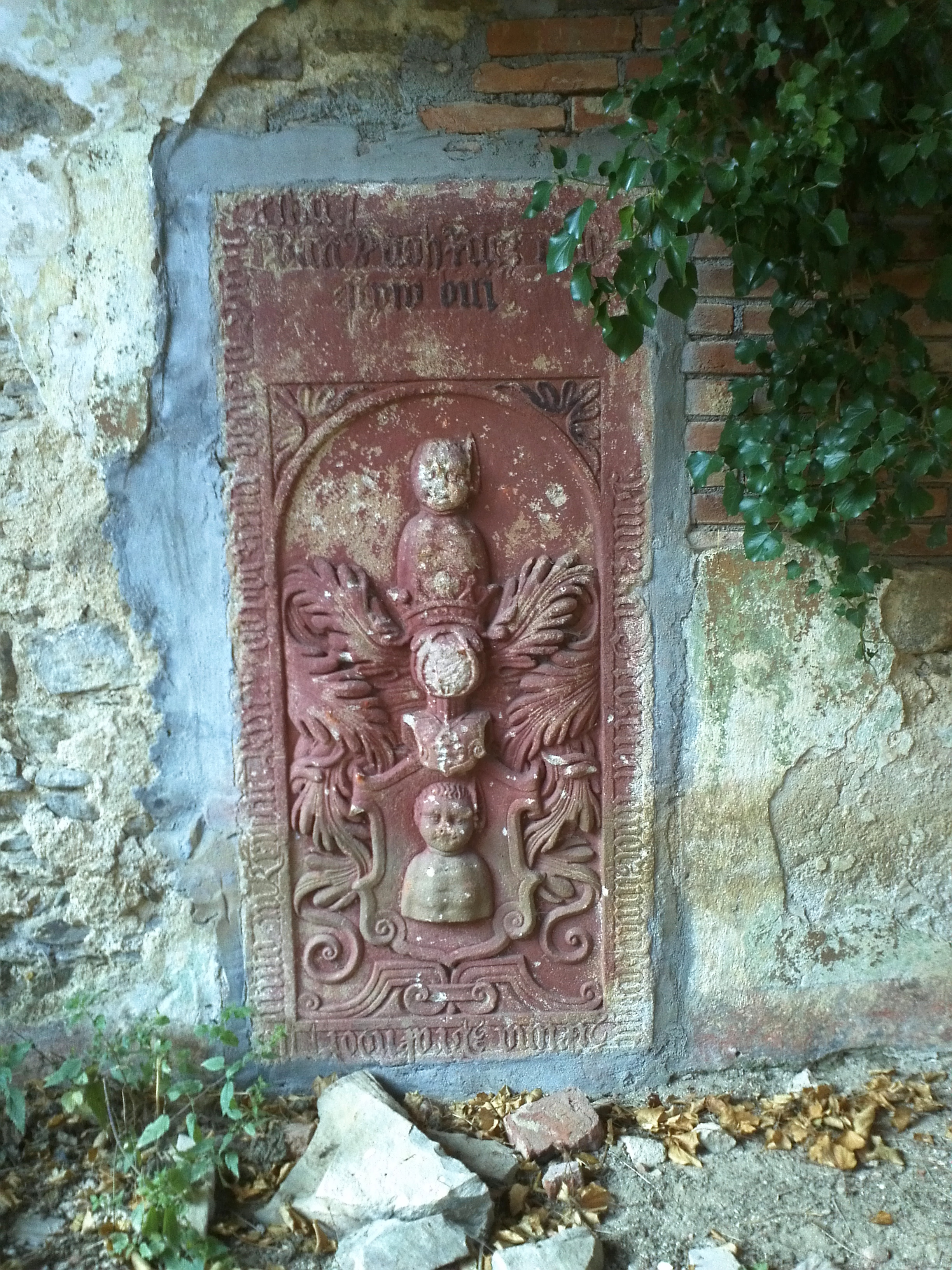
Náhrobník
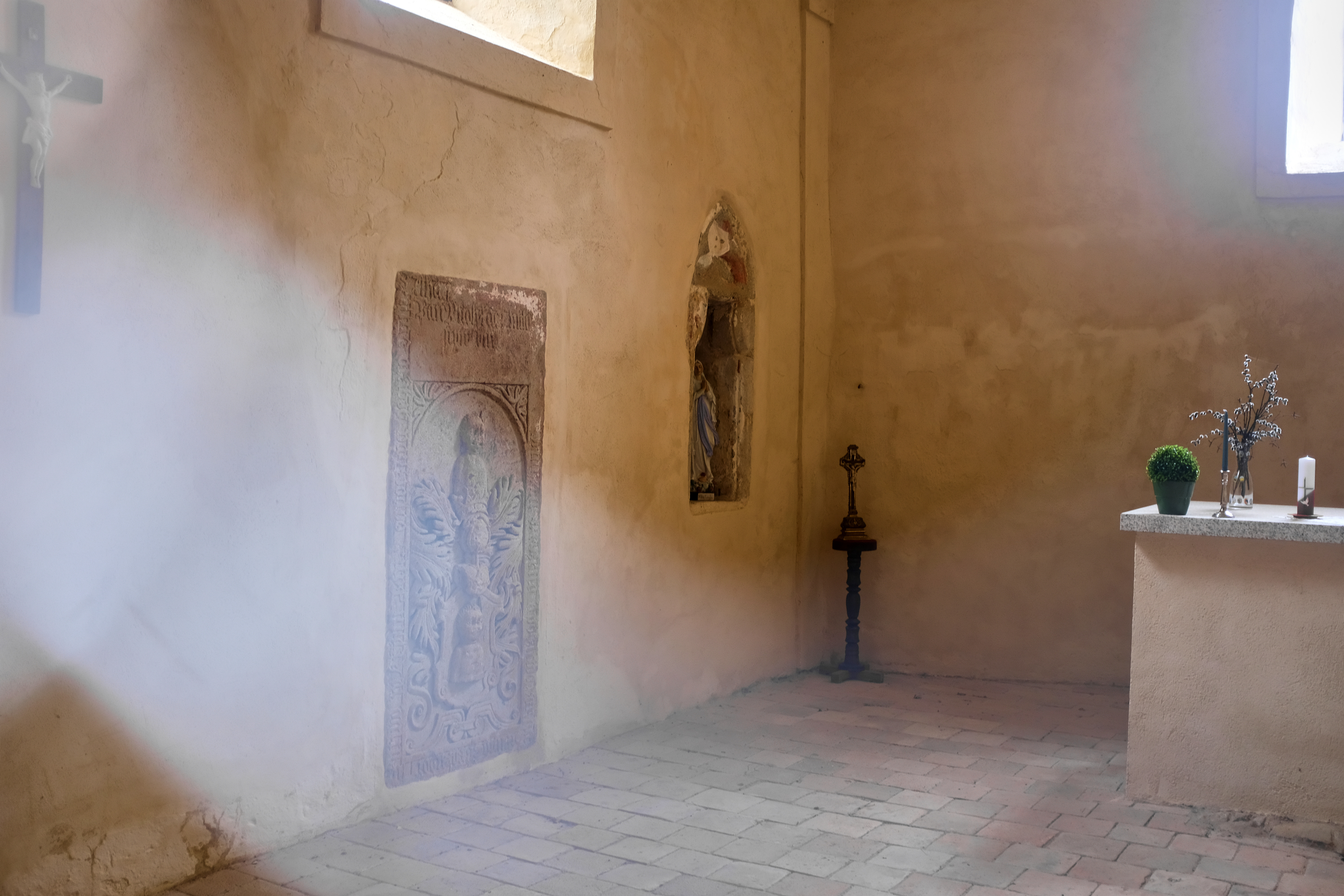
2024
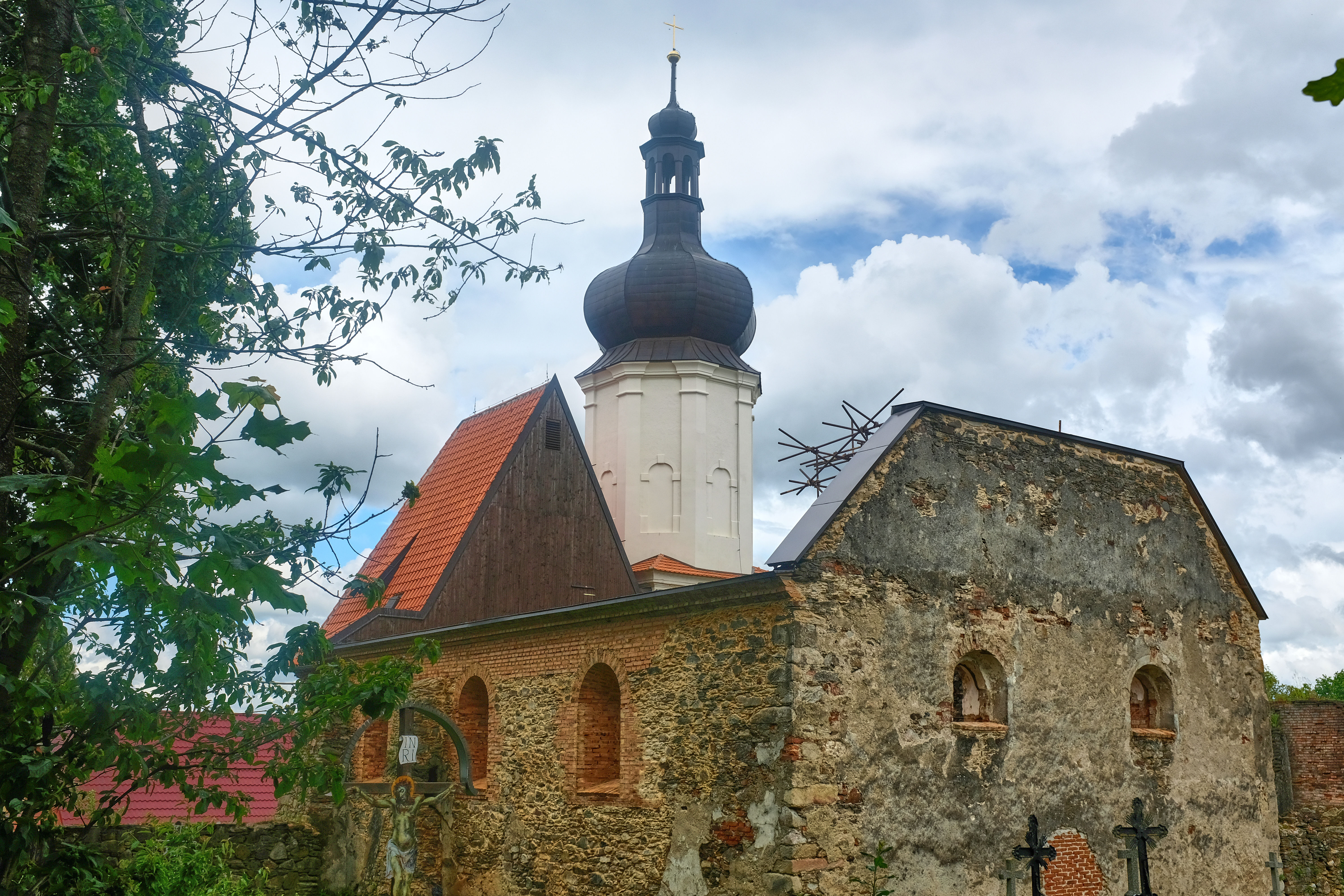
2024